# Aspidiophorus silvaticus
Aspidiophorus silvaticus är en djurart som tillhör fylumet bukhårsdjur, och som beskrevs av Zoltan Varga 1963. Aspidiophorus silvaticus ingår i släktet Aspidiophorus och familjen Chaetonotidae. Inga underarter finns listade i Catalogue of Life.